# صالب (سفينة)
الصَّالِب أو رافدة القَصّ أو الأرينة هو العنصر الهيكلي الأكثر طولاً في السفينة. يكون له غرض جَرَياني وموازن في بعض المراكب الشراعية. بما أن وضع الصالب هو الخطوة الأولى في بناء السفينة، في تقاليد بناء السفن البريطانية والأمريكية.

## الصالب الجرَيَاني

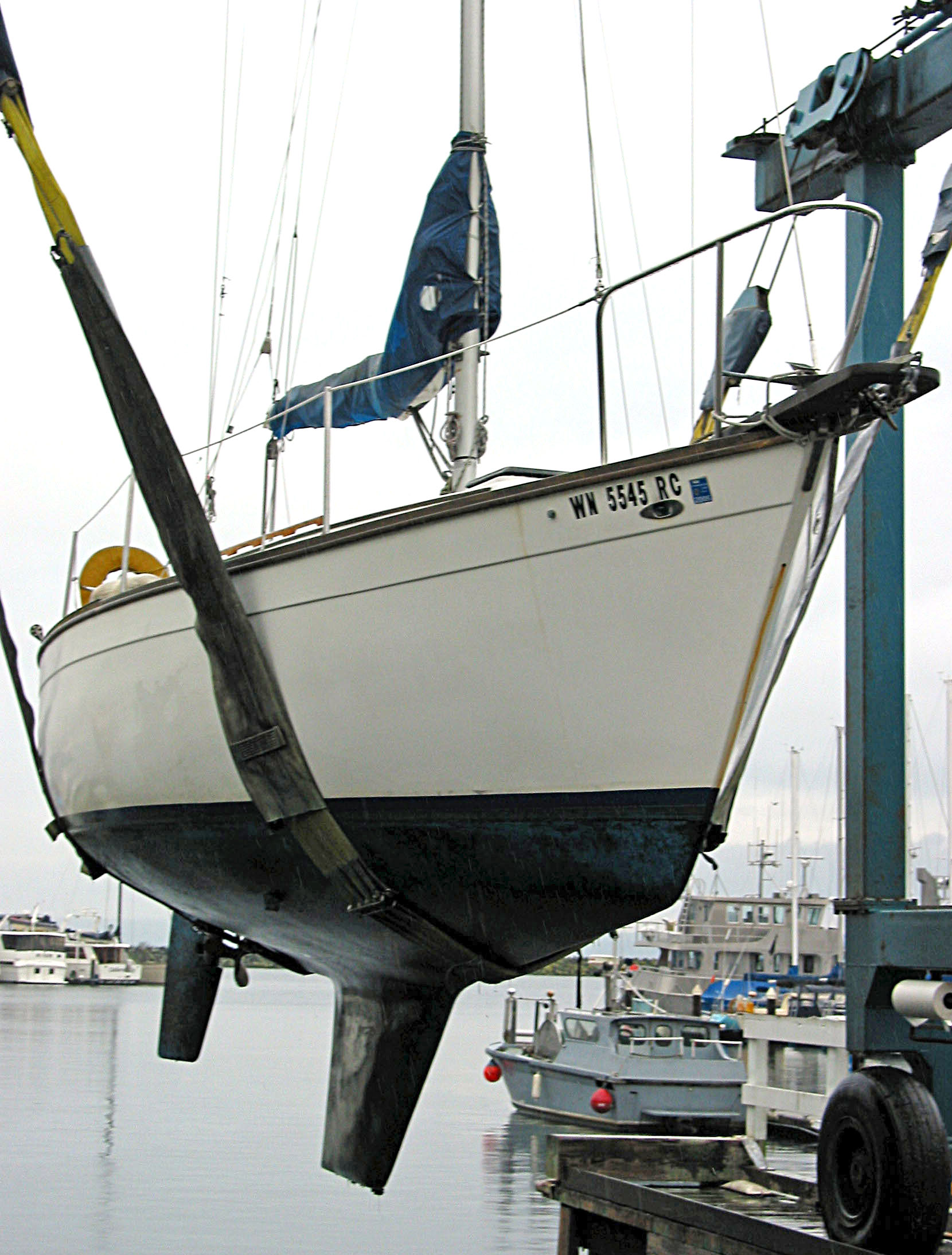
يخت شراعي ذو صالب زعنفي.

يكون الهدف للصوالب الجَرَيَانية الأساسي هو التفاعل مع الماء وهي نموذجية لبعض المراكب الشراعية. الصوالب الجريانية الثابتة لديها القوة الهيكلية لدعم وزن القارب.